# Foggaret Ezzaouia
Foggaret Ezzaouia (în arabă فقارة الزاوية) este o comună din provincia Tamanrasset, Algeria.
Populația comunei este de 6.649 de locuitori (2008).